# Ivo Grahor
Ivo Grahor, slovenski pesnik, pisatelj in dramatik, * 20. november 1902,  Dolnja Bitnja, † 29. marec 1944, Dachau.
V Ljubljani je končal štiri razrede realke, nato dva letnika obrtne strojne šole, leta 1921 pa je kot eksternist maturiral na realki. Odločil se je za študij filozofije in romanistike, ki ga je zaradi obveznega služenja vojaškega roka, ki ga je odslužil v Italiji, dokončal šele junija leta 1928. Jeseni je kot štipendist krakovskega Slovanskega instituta odšel na Poljsko, vendar se je že naslednje leto vrnil domov. Zaradi sodelovanja pri »Knjigi drugova« so ga 10. oktobra 1929 v Ljubljani zaprli in med drugim obtožili, da sodeluje z ilegalnim komunističnim gibanjem in širi njihov tisk. 27. januarja 1930 so ga prepeljali v Veliko Kikindo, kjer se je odvijal proces proti nekaterim sodelavcem »Knjige drugova«, vendar so bili vsi oproščeni. V naslednjih letih je bil zaposlen kot korektor v tiskarni Merkur v Ljubljani, posebej pri Službenem listu, ki je pričel izhajati leta 1930. Tu je ostal do zime 1943, ko so ga spet zaprli in januarja naslednje leto odpeljali v taborišče Dachau, kjer je 29. marca 1944 umrl zaradi pljučnice.
Kot dijak in študent je Ivo sodeloval pri nacionalnem srednješolskem društvu Preporod, pri Društvu primorskih akademikov v Ljubljani in deloval pri tajništvu naprednega dijaštva v Ljubljani. Ob Srečku Kosovelu je  bil sourednik »Vidovdana« ter član literarnega literarnega in dramskega »Cankarjevega krožka«, ki ga je osnoval Kosovel. Poleg Vladimira Martelanca je morda prav Grahor največ vplival na Kosovela, da se je približal marksizmu. Med bivanjem v Sovjetski zvezi se je marksistično preusmeril in se po vrnitvi vkljčil v SKOJ in partijsko delo. Do leta 1929 je večkrat obiskal mlade nacionalne delavce na Primorskem in se leta 1928 udeležil njihovega ilegalnega seminarja v Cvetrežu na Banjški planoti, kjer jim je predaval o marksističnem in leninističnem pojmovanju in praksi pravice narodov do samoodločbe. Manjšinsko vprašanje je bilo sploh pogost predmet njegovega študija.
Leta 1926 je ponudil narodnemu gledališču v Ljubljani svojo dramo »Sestra Milena«, a ni bila sprejeta. Zaradi marksistične obdelave snovi je bila zavrnjena tudi njegova disertacija »Zgodba o krizi in trebušnatem četrtlitrčku«. Zadnja leta je živel precej odmaknjen književniškim krogom. Objavljal je malo. Svoje poslednje delo, roman »Volk«, je pisal v šempetrskih zaporih decembra 1943.

## Dela

### Leposlovje
- Nad Opatijo. Ljubljanski zvon 1925
- Kajdanki. (Verige.) Jutro 1926
- Denar. (Novela o smrti in življenju gospoda Čadeža.) Svobodna mladina 1928
- Balada. Knjiga drugova 1929
- V procesiji. Knjiga drugova 1929
- Mati. Svobodna mladina 1929
- Profil. Svobodna mladina 1929
- Nesrečna gospa. Jugoslovan 1930
- Srečko gospodar. Jugoslovan 1930
- Zadnji Turek v Osijeku. Jutro 1930
- Trije orli. Ljubljanski zvon 1930
- Srečni vojak. Ljubljanski zvon 1930
- Pri gospej Murnovki. Ljubljanski zvon 1930
- Naš hlapec Lovre. Sedem mladih slovenskih pisateljev 1930
- Življenje in smrt. Ljubljanski zvon 1931